# 江城ハニ族イ族自治県
江城ハニ族イ族自治県（こうじょうハニぞくイぞくじちけん）は中華人民共和国雲南省普洱市に位置する自治県。

## 地理
江城は横断山脈の無量山の末端に位置し、西高東低の起伏の激しい地勢が特徴である。

## 歴史
東晋・南北朝時代は永昌郡の、隋唐五代においては剣南道濮子部に、南詔時代には銀生節度がおかれた。宋から金代にかけては威楚府の、元明代には元江路の管轄に置かれた。
清末には弾圧委員会が設置され軍政が敷かれた。1916年に行政委員に改編されたことで軍政が解消、1929年に江城県が設置され、1954年に民族自治県に改編されて現在に至る。

## 行政区画
| 区分 | 数 | 名称                     |
| ---- | -- | ------------------------ |
| 鎮   | 5  | 勐烈 整董 曲水 宝蔵 康平 |
| 郷   | 2  | 国慶 嘉禾                |